# Paco Yunque
Paco Yunque es el título de un cuento o relato corto de tipo infantil, del escritor peruano César Vallejo. Es el más conocido y antologado cuento de dicho autor. Es también el nombre del protagonista infantil del relato, convertido en una de las figuras emblemáticas de la literatura peruana. El propósito del autor al escribirlo fue hacer una denuncia social (el abuso de los ricos sobre los pobres), siguiendo las pautas del llamado realismo socialista.

## Publicación
Según Georgette Vallejo el cuento fue escrito en Madrid, en 1931, poco después de la publicación de la novela El tungsteno y a pedido de un editor quien había solicitado a Vallejo «un cuento para niños». Dicho editor rechazó el relato por considerarlo «demasiado triste». Su publicación sería póstuma, trece años después del fallecimiento del autor, en la revista Apuntes del Hombre (Lima, julio de 1951, año I, número 1). Fue después incluida en el libro recopilatorio: César Vallejo. Novelas y cuentos completos (Lima, Francisco Moncloa Editores, 1967, edición supervisada por Georgette Vallejo). Ha tenido desde entonces una amplia difusión en una serie de recopilaciones, antologías y textos escolares, convirtiéndose en uno de los más conocidos cuentos en Perú; no existe peruano que no lo haya leído alguna vez en su etapa escolar.

## Contexto
Este cuento, al igual que la novela El tungsteno corresponde a la etapa en que el autor había asumido una definida militancia marxista (fines de la década de 1920 y comienzos de los 30) y roza en el tiempo con otros dos textos suyos, titulados Rusia en 1931 y Rusia ante el segundo plan quinquenal. Es por ello que su obra narrativa de este período se circunscribe al llamado Realismo socialista, corriente literaria propugnada desde la Unión Soviética y caracterizada por su carácter proselitista (al servicio de la causa del proletariado) y sin experimentos técnicos en cuanto al lenguaje. Su intención fundamental es de denuncia social.

## Argumento
El cuento es el relato de las vicisitudes de un niño tímido y de origen humilde, Paco Yunque, durante su primer día de clases, en el cual debe soportar los maltratos y humillaciones de otro niño, Humberto Grieve, hijo de los patrones de su mamá.

## Resumen
Esta historia transcurre en una escuela de un pueblo innominado; si bien sabemos que el personaje principal, Paco Yunque, procede del campo, no podríamos precisar si la escuela se sitúa en la costa o la región andina peruana. Tampoco podemos precisar la época en que se desenvuelven los hechos, aunque lo obvio sería situarlo en las primeras décadas del siglo XX.
El relato empieza con el primer día de clases de Paco Yunque, hijo de una empleada doméstica que labora en la casa de Dorian Grieve, el gerente inglés de los ferrocarriles de la Peruvian Corporation y alcalde del pueblo. Precisamente, la razón por la que Paco iba a la escuela, era para que acompañara en sus juegos y estudios a Humberto Grieve, el hijo del patrón, de la misma edad de Paco. 
Desde su llegada, Paco Yunque se enfrenta a la hostilidad de un lugar ajeno al campo donde siempre había vivido. Sencillamente queda aturdido al ver a tantos niños juntos y escuchar tanto bullicio. Cuando ingresa al salón, el profesor lo sienta adelante, al lado de otro niño llamado Paco Fariña, quien desde un primer momento se propone ser su protector, frente a los abusos y maltratos de Humberto Grieve, quien se justifica aduciendo que Yunque es «su muchacho». El profesor tolera o minimiza el comportamiento de Grieve, incluso su pereza y sus despropósitos, solo por ser el hijo del hombre más poderoso del pueblo. Mientras que con el resto de alumnos incluido Yunque y Fariña se muestra muy inflexible y severo. 
Este abuso e impunidad se ve reflejada aún más durante el examen. El profesor les dicta un cuestionario sobre el tema de los peces. Mientras todos se dedican a responder las preguntas,  Humberto se pasa el tiempo garabateando y haciendo dibujos en su cuaderno. Ya en el recreo, se pone a jugar brutalmente con Paco Yunque, hasta hacerlo llorar; luego, de vuelta al salón, sustrae el examen de Yunque, borra su nombre y pone el suyo. Al momento de la entrega de los exámenes, Paco Yunque no sabe explicar la desaparición de su prueba y por lo tanto, es descalificado y amonestado con reclusión. Grieve, quien entrega el examen de Yunque como el suyo, obtiene la más alta nota y su nombre queda registrado en el cuadro de honor del colegio. Lleno de impotencia por la injusticia, Paco Yunque se limita a llorar, mientras que su amigo Paco Fariña lo trata de consolar.

## Personajes

### Principales
- Paco Yunque: Niño de origen campesino que llega al pueblo donde su madre trabajaba como empleada en la casa de los Grieve, los señorones de la zona. Lo matriculan en el colegio del pueblo para que acompañe en las clases al hijo de los patrones, Humberto Grieve, niño de su misma edad, que constantemente lo humillaba. Como era la primera vez que frecuentaba con muchos niños, se muestra tímido y apocado; pese a ello (o gracias a ello), es un estudiante atento y aplicado, a quien debió corresponderle el premio de honor del colegio, pero que le es arrebatado con malas mañas por Humberto Grieve.
- Humberto Grieve, niño rico, hijo de los patrones de los Yunque. Su padre era el gerente inglés de los ferrocarriles de la Peruvian Corporation y alcalde del pueblo. Como todos los de su condición, creía que todo se conseguía con dinero. La conducta del niño Humberto es un reflejo de su alienación social: llega tarde a clases, no presta atención al profesor, no escribe las tareas y solo se dedica a hacer dibujos y garabatos en su cuaderno, y lo peor, golpea y humilla a Paco Yunque aduciendo que es «su muchacho» (sirviente), todo lo cual hace con la mayor impunidad, sin que lo castigue el profesor, quien se limita solo a hacerle ligeras reprimendas. Su reprobable conducta llega a su grado más alto cuando roba la tarea de Paco Yunque y lo entrega como si fuera suya, con la cual obtiene el premio al mejor trabajo de la clase.
- Paco Fariña, compañero de carpeta de Paco Yunque, que se convierte en su protector frente al maltrato de Humberto Grieve, aunque poco puede hacer frente a la complicidad o indiferencia del profesor. Trata de consolar al desolado Paco Yunque con su juego de ajedrez. Representa la solidaridad y la denuncia del abuso.

### Secundarios
- El profesor, quien es un señor muy serio y estricto, aunque tolera algunas inconductas de Humberto Grieve, por ser un niño rico. Pese a que pregona que no hacía diferencias entre alumnos ricos y pobres, su desenvolvimiento en el aula decía lo contrario pues su empleo dependía de las voluntades de Dorian Grieve.
- Antonio Gesdres, alumno, hijo de un albañil, llega tarde a clases y su razón es que su mamá estaba enferma y debía cuidar a su hermanito; pese a ello, es castigado por el profesor con reclusión.
- Los hermanos Zumiga, alumnos y compañeros de Paco Yunque, son los primeros que intentan hacerse amigos de él.
- El director del colegio, un señor muy serio y que aparentaba ser muy inflexible.

### Ocasionales
Son los que aparecen en el cuento en una sola ocasión, o son mencionados en los recuerdos del protagonista:
- Los padres de Paco Yunque.
- Don José.
- El cojo Anselmo.
- La Tomasa.
- La madre de Humberto Grieve.

## Análisis literario
El cuento está narrado en tercera persona; el narrador es omnisciente, es decir, que sabe todo lo que hacen, piensan y dicen los personajes.
El estilo es sencillo y directo, sin complicados recursos literarios; pero no por ello deja de ser una narración ágil y animada. Sin duda, a Vallejo le sirvió de mucho su experiencia como profesor de primaria para hacer su relato muy vivencial.
Algunos recursos literarios que usa el autor son: la reduplicación (-¡Sí, señor¡ ¡Sí señor! ¡Grieve ha llegado tarde!); la epanadiplosis (-¡Déjalo! ¡No llores! ¡Déjalo!); la enumeración (La cabeza se le hacía un remolino: niños, paredes amarillas, carpetas, silencio, sillas, el profesor.); el epíteto (El chico rubio y gordo, de chaqueta blanca, y el otro de cara redonda y chaqueta verde, se reían ruidosamente); la onomatopeya (Sus zapatos hacían risss-risss-risss-risss, cuando caminaba mucho); la caricaturización (tenía un pescuezo colorado y su nariz parecía moco de pavo).

## Valoración
- Valor literario.- Pese a su sencillez estilística y argumental, Paco Yunque es una pequeña obra maestra. Su estilo sencillo es precisamente lo que le hace cumplir satisfactoriamente su propósito de estar destinado a un público infantil, y en ello radica sin duda su éxito. Es notoriamente, el más leído de los cuentos en el Perú. Se justifica ampliamente la presencia de este cuento en toda antología de la narrativa peruana.
- Valor social.- El autor cumple a cabalidad su propósito de hacer una denuncia social, al ponernos un ejemplo muy descarnado de un niño rico acosador y de un niño pobre acosado (ver sección siguiente).
- Valor moral.- El autor nos presenta a Paco Yunque y sus padres como poseedores de muchos valores. El niño es muy estudioso, se muestra atento en clases, cumple sus tareas y a pesar de que los otros niños le dicen que responda a los golpes de Humberto con igual violencia, no les hace caso. Sus padres son gente campesina, humilde y trabajadora. Otro personaje importante, Paco Fariña, el compañero de carpeta de Paco, muestra también altos valores: la amistad incondicional, la solidaridad con el humillado y el reclamo abierto de justicia pese a que sabe que está en situación de desigualdad.

En contraparte, la familia de Humberto Grieve representa los antivalores: son los típicos ricos que creen que todo se consigue con dinero; el niño Humberto es un producto de ese entorno: es holgazán, malcriado, engreído y abusivo. El profesor es también otro personaje de conducta negativa: se muestra condescendiente con Humberto Grieve porque es el hijo de un personaje importante del pueblo (de quien obviamente dependía su empleo), mientras que con otros alumnos de condición humilde se muestra severo e inflexible.

## Mensaje

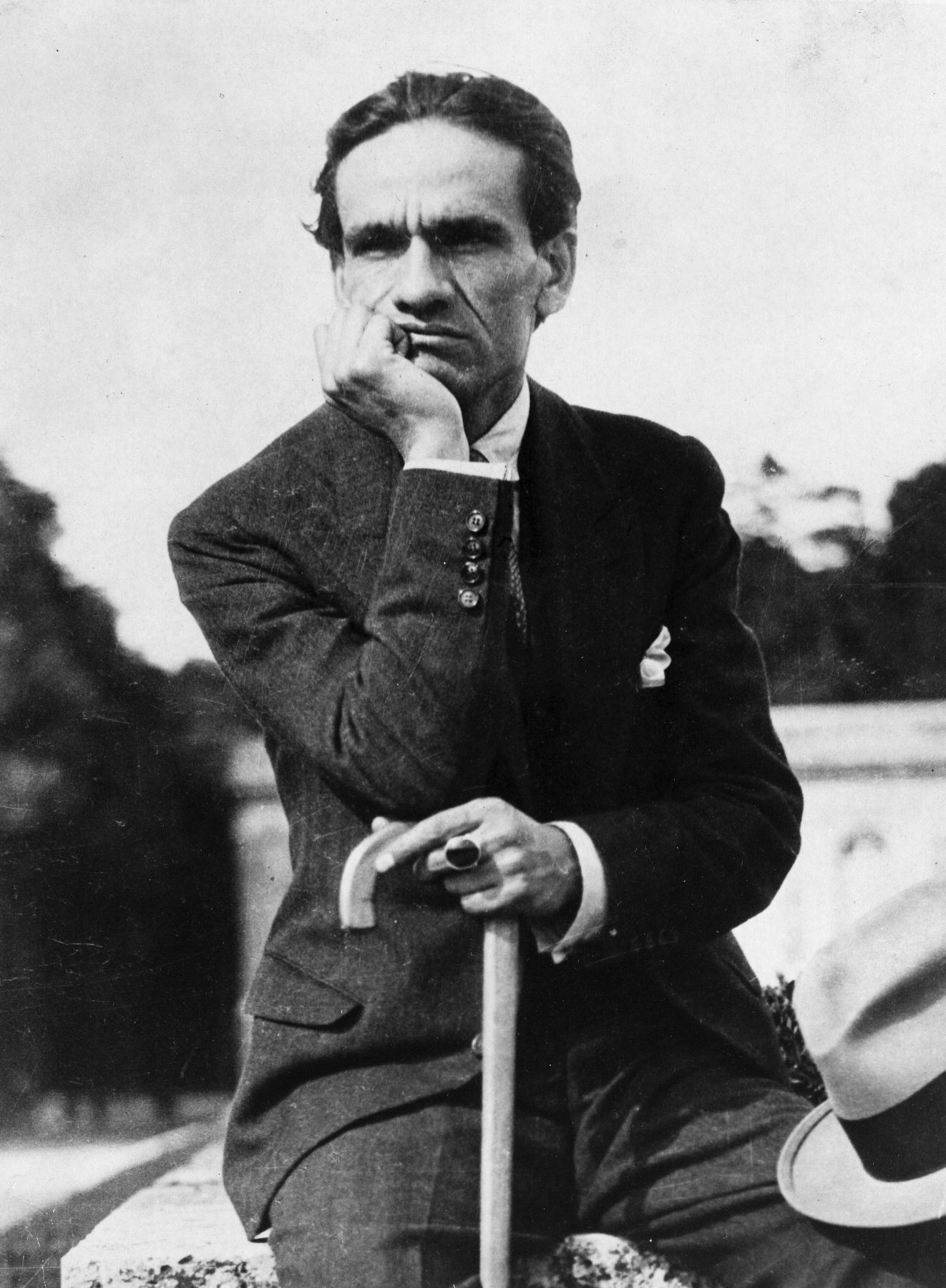
César Vallejo en 1929.

El mensaje del cuento es de denuncia social. El autor ha escogido deliberadamente una escena que ocurre en una escuela, el acoso de un alumno hacia otro, a lo que hoy llamaríamos bullying, pero que por entonces se consideraba como algo inherente a la formación del alumno, algo así como una experiencia necesaria para que se acostumbrara a lo dura que era la vida. Pero el autor deja en claro que no se trata de un acoso común y corriente, sino que se origina de las diferencias socioeconómicas de los actores: el acosador es hijo de los patrones y el acosado es hijo de los empleados de esos mismos patrones. En otras palabras, la víctima es el «muchacho» (sirviente) del agresor. Y allí entra a tallar la denuncia social que hace el autor.
El relato resulta ser así una denuncia enérgica contra aquellas personas que siendo de una jerarquía superior y con un nivel socioeconómico más elevado, abusan de los demás que están en nivel de subordinación o inferioridad material, maltratándolas psicológica y físicamente, sin interesarles en absoluto el tremendo daño que les ocasionan.
Vallejo recrea en un ambiente infantil, colegial y aldeano lo que según él ocurre a mayor escala en el mundo en general. Se sobrentiende que su intención es que el lector vislumbre el carácter social e histórico de la desigualdad y la injusticia del sistema social reinante y la manera en que, según su óptica, tal alienación se alimenta desde la niñez.
Ricardo Silva-Santisteban considera que el escritor no intenta contarnos una historia, sino probar una idea (los ricos son abusivos explotadores y los pobres sus víctimas indefensas), de ahí que los personajes del cuento, a excepción de Paco Fariña, sean tan esquemáticos y acartonados. Reprocha también el evidente maniqueísmo del relato: los ricos son malos, abusivos y holgazanes, aun desde niños, y los pobres, en cambio, son siempre buenos, humildes y laboriosos. Ello, como es obvio, sería una interpretación tendenciosa, ya que en la vida real no siempre se dan así las cosas. Por todo ello Silva-Santisteban, aunque reconoce que el cuento está bien narrado, lo considera como una narración fallida, al igual que El Tungsteno.  No obstante, para otros autores, como Ricardo González Vigil, pese a su sencillez estilística y al esquematismo de su trama, el cuento nos deja un mensaje rico en lo concerniente a la problemática social.